# Ай (правитель Бохая)
Ай-ван (кор. Э-ван) или Мо-ван (кор. Мар-ван) — 15-й ван государства Бохай, правивший в 906—926 годах. Имя при рождении — Инь-чжуань (кор. Инсон).